# 双溪遮内站
双溪遮内站（原先称为紹佳娜英比安站）位於雪兰莪州蕉赖－加影大道紹佳娜英比安交通枢纽附近，是巴生谷加影线的其中一个高架捷运车站，主要服务甘榜双溪遮内（即遮内河村）及紹佳娜英比安一带的居民。本站周围有一间KPJ加影医院和莲花超市加影店。
本站属于加影线第二阶段线路，于2017年7月17日開始通行。

## 车站结构
此站设计类似其他标准高架车站，一共有两个楼层和地面层。一楼是车站大厅，二楼是月台楼，各个楼层都有电梯、手扶梯和楼梯连接。
| 二楼     |                             | |
| 侧式站台 |                             | |
| 1号月台: | 9 加影往加影 KG35 (→)       | |
| 2号月台: | 9 加影往桂莎白沙罗 KG04 (←) | |
| 侧式站台 |                             | |
| 一楼     | 车站大厅                    | 自动售票机、验票闸门、售票站、车站控制台、行人天桥、往入口A和B、停车场衔接桥                         |
| 地面     | 街道                        | 入口A（往蕉赖路/吉隆坡）、入口B（往KPJ加影医院/加影市中心）、巴士接驳、计程车站、蕉赖路、KPJ加影医院 |

## 图片集

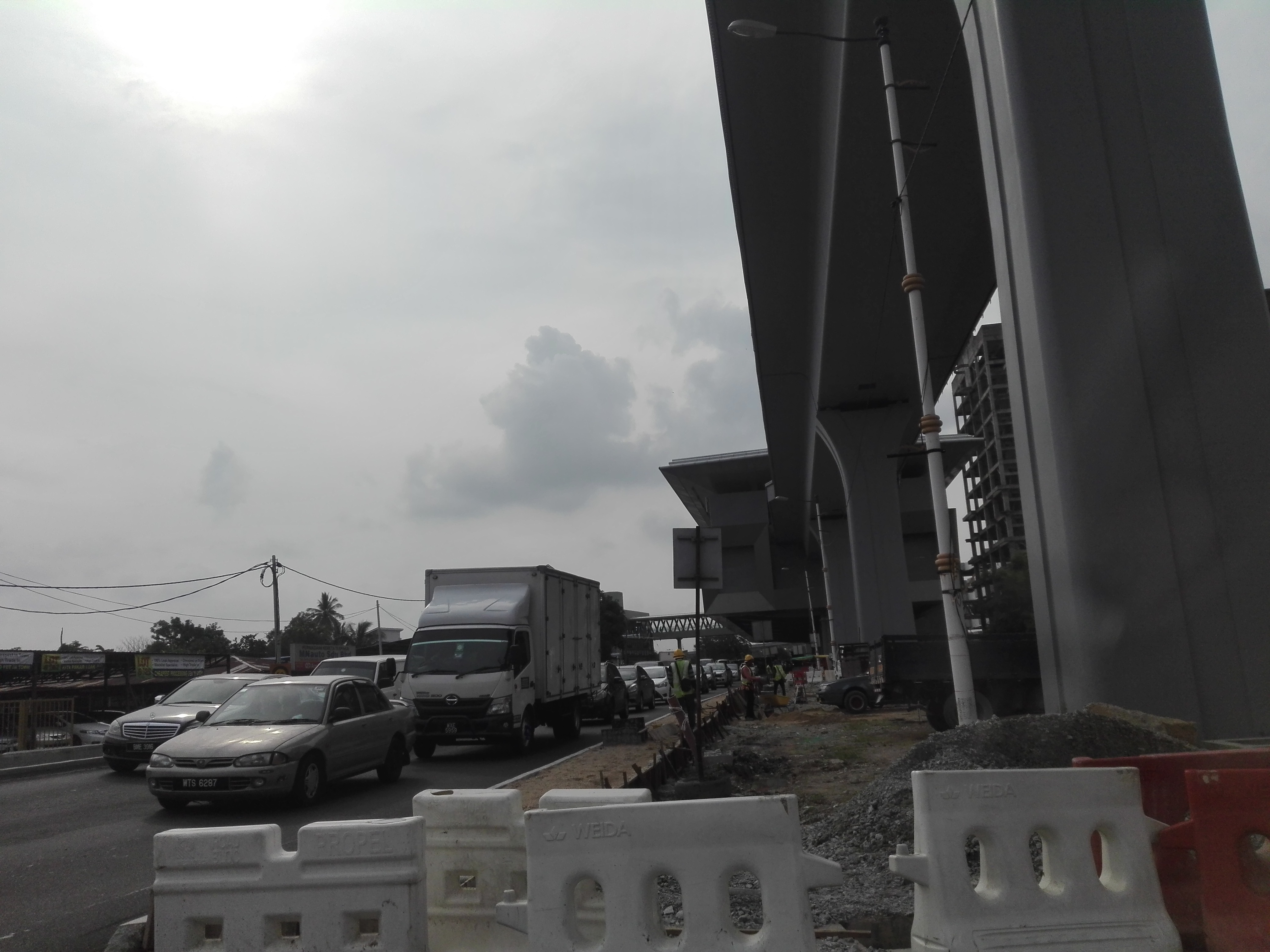
开通2个月前正在施工中的双溪遮内站